# Салават
Салават (рус. Салават) град је у Русији у републици Башкортостан. Налази се на левој обали реке Белаје притоке реке Каме, 188 км удаљен од главног града републике, Уфе. Према попису становништва из 2010. у граду је живело 156.085 становника.
Име носи у част башкирског народног јунака Салавата Јулајева.
Основан је 1948. године везано за почеткак изградње петрохемијског комбината. Од 1949. као насеље има статус радничког насеља, а од 1954. године добија статус града. Развио се у важни центар рафинеријске и петрохемијске индустрије, са мрежом нафтовода повезан је са лежиштима у поречју Урала

## Становништво
Према прелиминарним подацима са пописа, у граду је 2010. живело 156.085 становника, 2.515 (1,59%) мање него 2002.
| 1959.  | 1970.   | 1979.   | 1989.   | 2002.   | 2010.   |
| ------ | ------- | ------- | ------- | ------- | ------- |
| 60.667 | 113.932 | 137.237 | 149.627 | 158.600 | 156.095 |

## Галерија
- Управна зграда Салавата
- Црква Светог кнеза Дмитрија Донскои
- Џамија у Салавату